# Richard H. Weisberg
Pour les articles homonymes, voir Weisberg.
Richard H. Weisberg, né le 24 mai 1944, est un professeur de droit constitutionnel à la Cardozo School of Law de l'université Yeshiva.

## Biographie
Weisberg a d'abord fait des études de français. Il reçoit un BA de l'université Brandeis en 1965, puis un Ph.D de l'université Cornell en 1970, grâce à un travail sur le « ressentiment chez Flaubert et Dostoieviski ». Tout en enseignant à l'université de Chicago, il devient docteur en droit de l'université Columbia en 1974.
Il est l'auteur de nombreux articles et livres traitant du mouvement Droit et Littérature dont The Failure of the Word, When Lawyers Write, and Poethics: and Other Strategies of Law and Literature.
Il a reçu la Légion d'honneur le 20 janvier 2009.

## Publications
- The Failure of the Word, When Lawyers Write, and Poethics: and Other Strategies of Law and Literature.